# Morning Musume Concert Tour 2002 Haru "Love Is Alive" at Saitama Super Arena
Albums de Morning Musume
4th Ikimasshoi!
(2002) No.5
(2003)
Vidéos par Morning Musume
Green Live
(2001) Love Is Alive! 2002 Natsu
(2002)
Morning Musume Concert Tour 2002 Haru "Love Is Alive" at Saitama Super Arena (モーニング娘。CONCERT TOUR 2002春 "LOVE IS ALIVE!" at さいたまスーパーアリーナ) est une vidéo musicale, la sixième d'un concert du groupe Morning Musume.

## Présentation
La vidéo sort aux formats VHS et DVD le 31 juillet 2002 au Japon sous le label zetima (elle sera rééditée au format Blu-Ray le 7 août 2013). Elle atteint la 2e place du classement de l'Oricon, restant classée pendant 10 semaines, pour un total de 40 948 exemplaires vendus. 
Le concert a été filmé trois mois auparavant, le 28 avril 2002 dans la salle omnisports Saitama Super Arena, en promotion de l'album 4th Ikimasshoi! dont douze des treize chansons sont interprétées (quatre étant précédemment sorties en singles) ; quatre de ces titres ne sont interprétés que par quelques membres du groupe. Quatre autres titres plus anciens sortis auparavant en singles sont également interprétés par le groupe. Un deuxième DVD en bonus contient une version filmée alternativement de l'un des titres.
Une de ses membres, Maki Gotō, qui mène en parallèle une carrière solo, interprète également en solo la chanson de son dernier single en date : Te wo Nigitte Arukitai.
Les sous-groupes Tanpopo, Petit Moni et Mini Moni interprètent également un ou deux de leurs titres au milieu du concert, de même que d'autres artistes du Hello! Project aussi invités sur scène : les groupes Country Musume (avec Rika Ishikawa de Morning Musume) et Coconuts Musume (avec Mika de Mini Moni), et la soliste débutante Miki Fujimoto qui interprète la chanson de son premier single, Aenai Nagai Nichiyōbi, ignorant encore qu'elle sera intégrée aux groupes Morning Musume et Country Musume l'année suivante.

## Participantes
- Morning Musume
  - 1re / 2e / 3e générations : Kaori Iida, Natsumi Abe / Kei Yasuda, Mari Yaguchi / Maki Gotō
  - 4e génération : Rika Ishikawa, Hitomi Yoshizawa, Nozomi Tsuji, Ai Kago
  - 5e génération : Ai Takahashi, Asami Konno, Makoto Ogawa, Risa Niigaki
- Tanpopo (Kaori Iida, Mari Yaguchi, Rika Ishikawa, Ai Kago)
- Maki Gotō en solo
- Mini Moni (Mari Yaguchi, Nozomi Tsuji, Ai Kago, Mika)
- Petit Moni (Kei Yasuda, Maki Gotō, Hitomi Yoshizawa)
- Coconuts Musume (Ayaka, Mika)
- Country Musume (Rinne, Asami, Rika Ishikawa, Mai Satoda)
- Miki Fujimoto (soliste)

## Liste des titres
| 1.  | Opening (OPENING)                                                                                 | Présentation                                     |  |
| 2.  | Sōda! We're Alive (そうだ! We're ALIVE)                                                           | Single de l'album 4th Ikimasshoi!                |  |
| 3.  | Ii Koto Aru Kinen no Shunkan (いいことある記念の瞬間)                                             | de l'album 4th Ikimasshoi!                       |  |
| 4.  | MC 1                                                                                              | Présentation                                     |  |
| 5.  | Renai Revolution 21 (恋愛レボリューション21)                                                      | Single de l'album 4th Ikimasshoi! (version à 13) |  |
| 6.  | Ikimasshoi! (いきまっしょい!)                                                                     | de l'album 4th Ikimasshoi!                       |  |
| 7.  | Otoko Tomodachi (男友達) (par Abe, avec Takahashi, Konno, Ogawa, et Niigaki)                      | de l'album 4th Ikimasshoi!                       |  |
| 8.  | Suki na Senpai (好きな先輩) (par Takahashi, Konno, Ogawa, et Niigaki)                             | de l'album 4th Ikimasshoi!                       |  |
| 9.  | MC 2                                                                                              | Présentation                                     |  |
| 10. | Otome Pasta ni Kandō ~ Ōjisama to Yuki no Yoru (乙女 パスタに感動 ~ 王子様と雪の夜) (par Tanpopo) | Singles de Tanpopo                               |  |
| 11. | Baby! Koi ni Knock Out! ~ Chokotto Love (BABY! 恋にKNOCK OUT! ~ ちょこっとLOVE) (par Petit Moni)  | Singles de Petit Moni                            |  |
| 12. | Ai~n! Dance no Uta (アイ～ン! ダンスの唄) (par Mini Moni)                                         | Single de Mini Moni                              |  |
| 13. | Iroppoi Onna ~Sexy Baby~ (色っぽい女...) (par Country Musume ni Ishikawa Rika)                    | Single de Country Musume ni Ishikawa Rika        |  |
| 14. | Te wo Nigitte Arukitai (手を握って歩きたい) (par Maki Gotō)                                       | Single de Maki Gotō                              |  |
| 15. | Aenai Nagai Nichiyōbi (会えない長い日曜日) (par Miki Fujimoto)                                    | Single de l'album à venir Miki 1 de Fujimoto)    |  |
| 16. | Summer Night Town (English Version) (サマーナイトタウン) (Coconuts Musume)                        | du single Halation Summer de Coconuts Musume     |  |
| 17. | The Peace! (ザ☆ピ～ス!)                                                                           | Single de l'album 4th Ikimasshoi!                |  |
| 18. | Love Machine (LOVEマシーン)                                                                       | de Best! Morning Musume 1 / 3rd -Love Paradise-  |  |
| 19. | Densha no Futari (電車の二人) (par sept des membres de Morning Musume)                            | de l'album 4th Ikimasshoi!                       |  |
| 20. | MC 3                                                                                              | Présentation                                     |  |
| 21. | MC 4                                                                                              | Présentation                                     |  |
| 22. | Hajimete no Rock Concert (初めてのロックコンサート) (par les six autres)                          | de l'album 4th Ikimasshoi!                       |  |
| 23. | Mr. Moonlight ~Ai no Big Band~ (Mr. Moonlight ～愛のビッグバンド～)                               | Single de l'album 4th Ikimasshoi!                |  |
| 24. | Happy Summer Wedding (ハッピーサマーウェディング)                                                 | Single de l'album Best! Morning Musume 1         |  |
| 25. | Koi no Dance Site (恋のダンスサイト)                                                              | de Best! Morning Musume 1 / 3rd -Love Paradise-  |  |
| 26. | Nanni mo Iwazu ni I Love You (なんにも言わずにI LOVE YOU)                                         | de l'album 4th Ikimasshoi!                       |  |
| 27. | Encore : MC 5 (～アンコール～ MC 5)                                                               | Présentation                                     |  |
| 28. | Morning Coffee (2002 Version) (モーニングコーヒー...)                                             | "Face B" du single Sōda! We're Alive             |  |
| 29. | Honki de Atsui Theme Song (本気で熱いテーマソング)                                                | de l'album 4th Ikimasshoi!                       |  |

(Notes : titre N°19 interprété par Abe, Ishikawa, Yoshizawa, Kago, Takahashi, Konno, Niigaki ; titre N°22 interprété par Iida, Yasuda, Yaguchi, Gotō, Tsuji, Ogawa)
| 1. | Sōda! We're Alive (そうだ! We're ALIVE) | Single de l'album 4th Ikimasshoi! |  |